# 松浦真弓
松浦 真弓（まつうら まゆみ、1965年 - ）は、JAXA有人宇宙ミッション本部の元フライトディレクター（管制官）。主幹開発員。日本初のフライトディレクターとして、国際宇宙ステーションへの「きぼう」やHTVの打ち上げを担当した。2025年からJAXA理事 有人宇宙技術部門、国際宇宙探査センター（火星衛星探査機プロジェクトを除く）、宇宙探査イノベーションハブ担当。

## 経歴

### 短大卒業まで
1965年埼玉県草加市生まれ。小学生の頃より宇宙に興味を持つ。「宇宙戦艦ヤマト」や「銀河鉄道999」の影響もあったとされる。カール・セーガンの科学TV番組「コスモス」を見て、将来は宇宙関連事業に参加したいと夢見るようになった。埼玉県立越谷北高等学校時代には女子軟式テニス部に所属した。1986年に東海大学短期大学部電気通信工学科電波工学コース卒業。

### NASDA入社

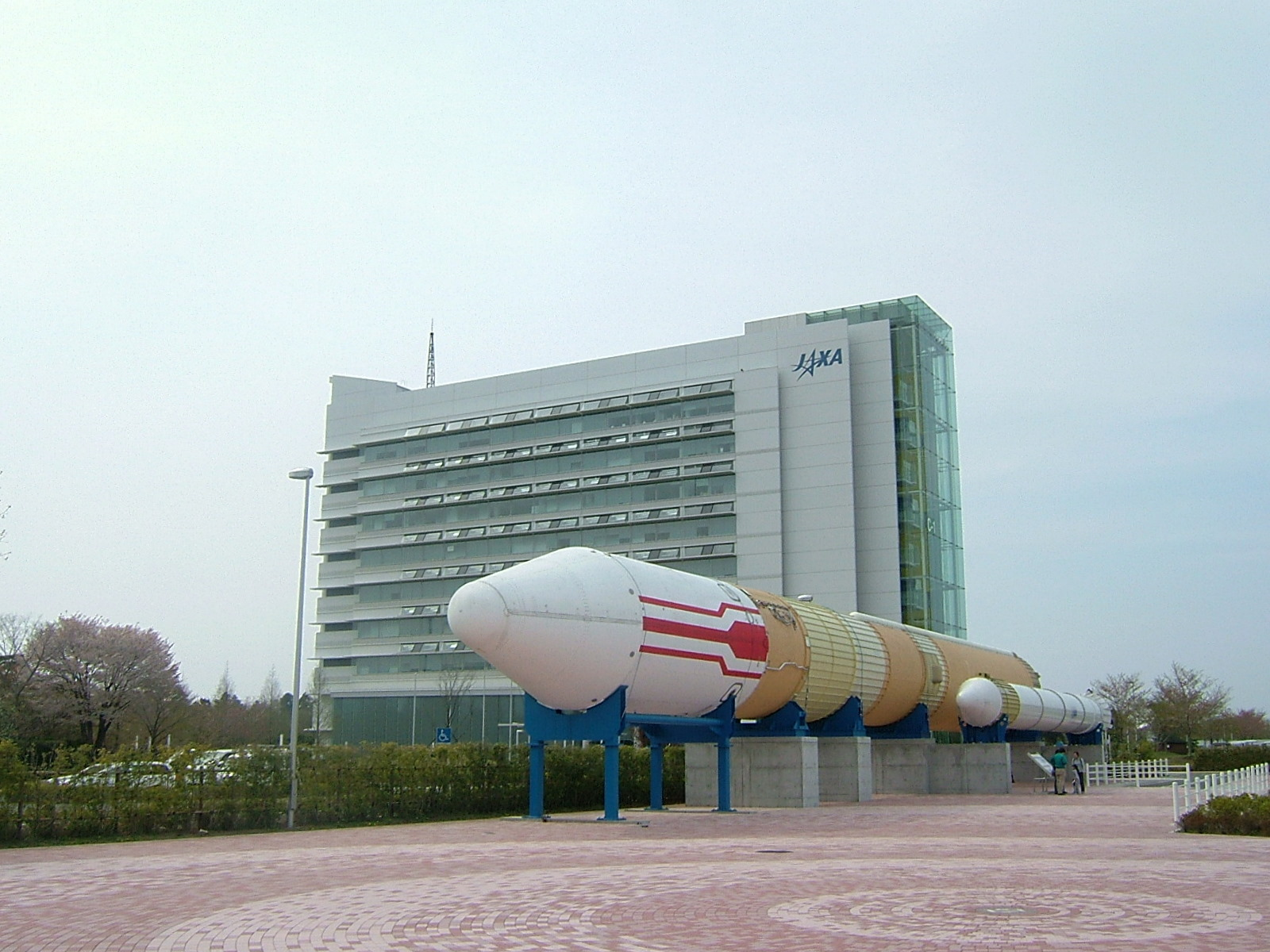
筑波宇宙センターとH2ロケット

1986年、当時の宇宙開発事業団（NASDA）へ女性技術者第1期生として入社する。松浦が女性技術者第1期生だったのは、その時期に男女雇用均等法が施行され、NASDAでも女性技術者を採用する方針になったためである。中央追跡管制所（現追跡ネットワーク技術センター）に配属され、茨城県つくば市の筑波宇宙センターの筑波中央追跡管制所で人工衛星の追跡や軌道・姿勢の計算および制御計画、ロケットの追跡等を6年半ほど担当する。

### 打上の現場へ
1992年からは打上管制部の射場運用課に勤務する。1994年8月28日に打ち上げられたH2ロケット2号機では、約250名の技術スタッフの中で女性は松浦1人（当時29歳）だけであった。打ち上げ当日、技術スタッフは打上班と追跡班に分かれるが、松浦は追跡班に所属し、レーダーでH2ロケットを追跡する作業に従事した。打ち上げが失敗した場合、ロケットに爆破指令を送信するかどうかの判断にも加わった。「緊張で胃が痛むんです」と当時の松浦は語った。

### フライトディレクターに

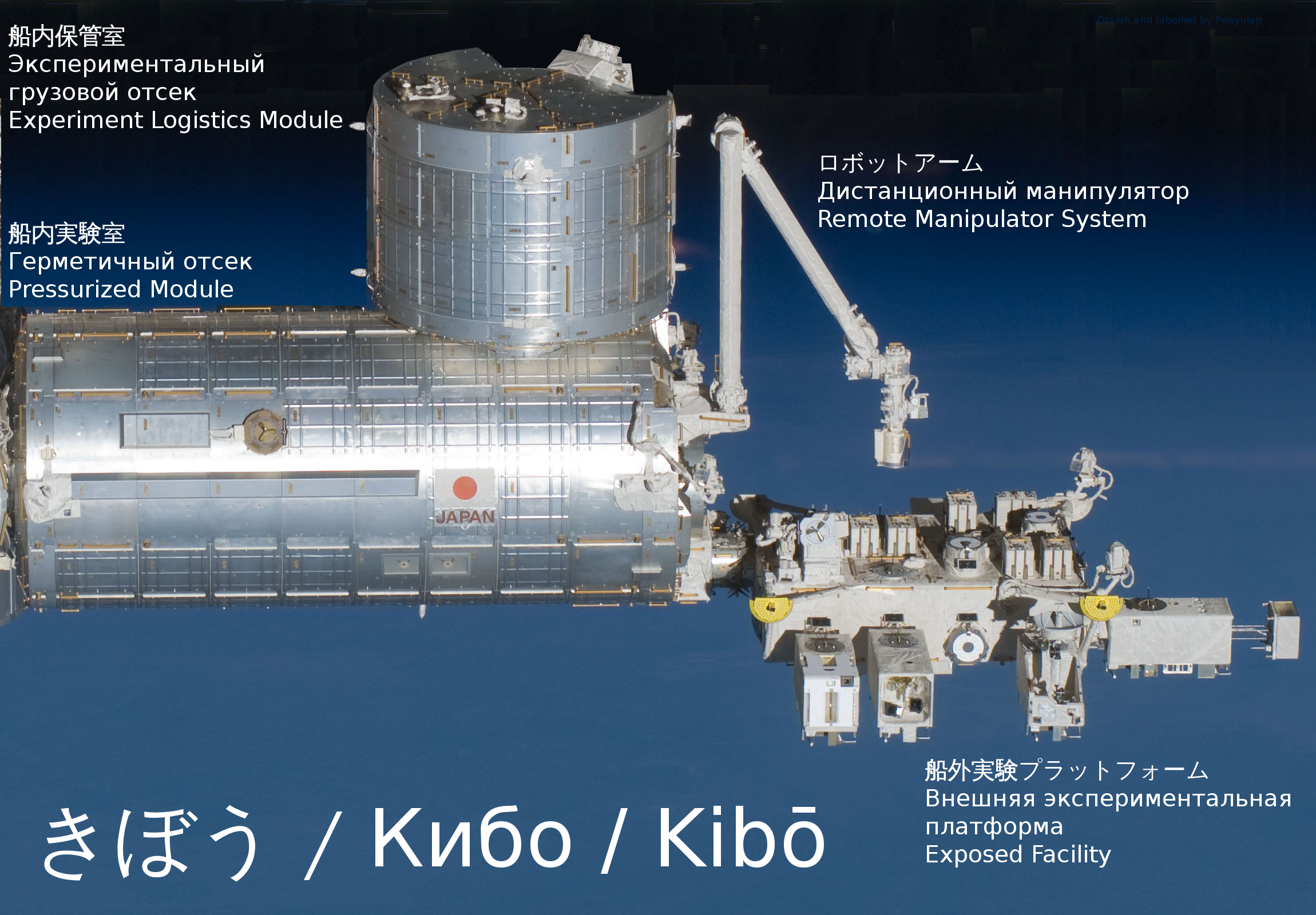
きぼうの外観

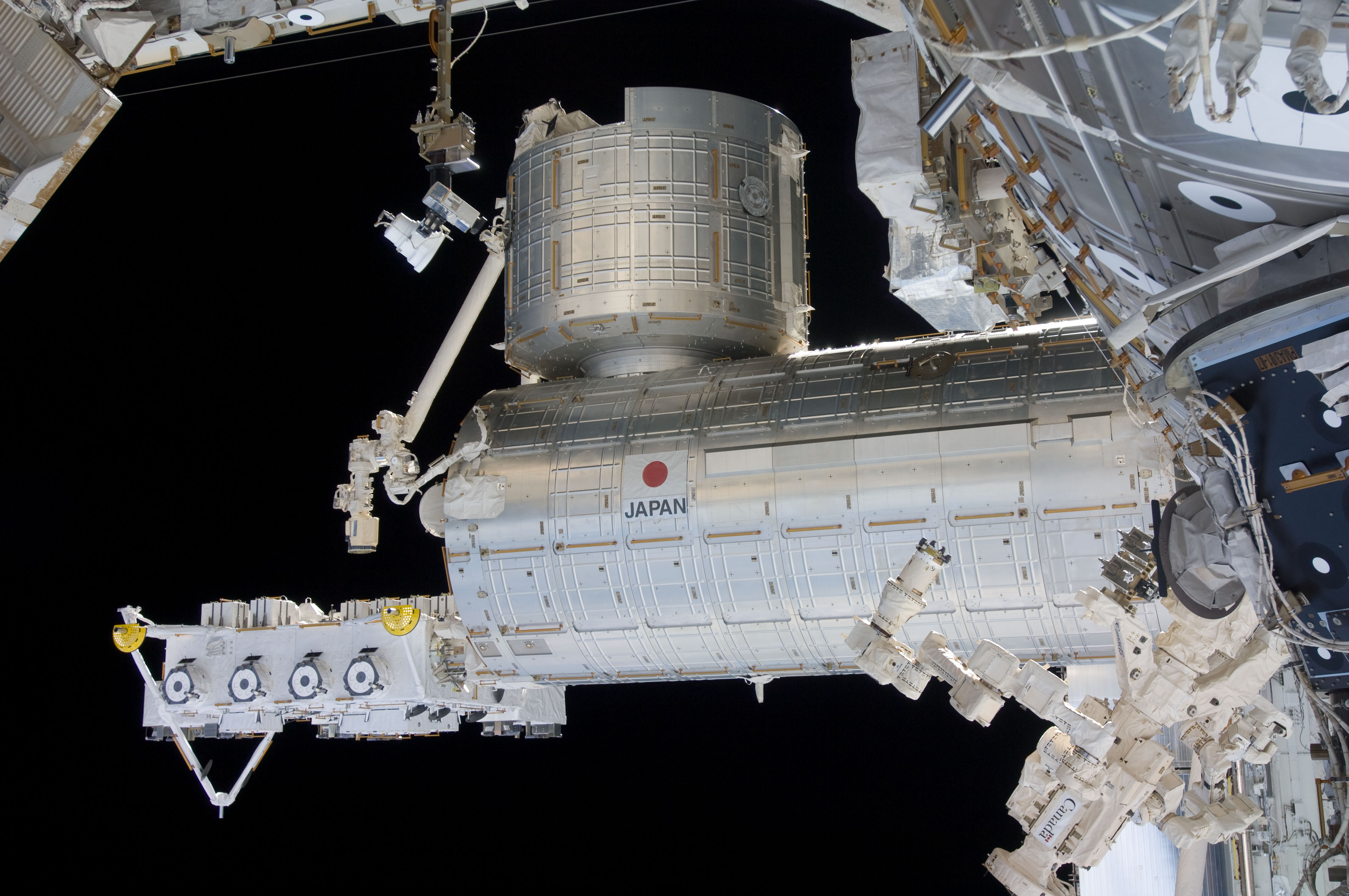
国際宇宙ステーションに固定された「きぼう」

1998年より宇宙環境利用推進部（現有人宇宙環境利用ミッション本部）に転属。当時の宇宙開発事業団は2004年予定の「きぼう」の打ち上げを見据えて、打上げを管理するフライトディレクター（管制官）の養成を急いでいた。「きぼう」は日本初の有人宇宙施設であり、そのためにフライトディレクターが必要になった。フライトディレクターといっても日本では初めてのことで、その業務内容や定義も不明なことが多かった。当時主任開発員だった松浦はJAXAのフライトディレクター候補者10人の1人として選ばれる。
2000年、35歳の時に同じくフライトディレクター候補に選ばれた東覚芳夫（とうかく よしお）らと共にヒューストンで半年交代でフライトディレクターの訓練を受ける。松浦の研修は10人の中では最後の同年3月より開始され、若田光一らが乗るスペースシャトルや国際宇宙ステーションでの船外活動でトラブルが発生したときも、テキサス州のジョンソン宇宙センターのフライトディレクターであるチャック・ショーの横に座ってリアルタイムで指導を受けた。2005年10月から「きぼう」の本格的な管制訓練を始めたが、「初めは、異常の警告が出ても即座に対応できず、そのうちに警告があちこちに広がってお手上げ状態になってばかりだった」と松浦は後に語った。
2007年1月、松浦は東覚芳夫と共に「きぼう」フライトディレクターに認定され、日本初のフライトディレクターとなる。2人が受けた訓練は1998年から9年間に及んだ。JAXAは、松浦と東覚に続いて、「きぼう」打ち上げまでに更に3-4人のフライトディレクターを養成するとした。松浦は日本初のフライトディレクターとしての責任ついて、スポーツに例にして「第1走者の私たちが倒れたら、後にどんなエースがいても優勝できない」と表現した。

#### 宇宙開発におけるフライトディレクター
フライトディレクターは、各担当部署の専門家からの意見を取りまとめ、ロケットの飛行やトラブルの対応を指揮する役職を言う。アポロ13号の事故では、主任フライトディレクターのジーン・クランツ（Gene Kranz）が3名の宇宙飛行士の生還に尽力したことで注目された。NASAは有人ミッションの管制に豊富な経験を持ち、日本とは判断能力や効率の面で大きな差が存在した。なお、フライトディレクターは直接宇宙飛行士とは直接会話せず、交信担当者（CAPCOM）がフライトディレクターのメッセージを媒介する制度が取られている。交信担当者はフライトディレクターのすぐ横に座り、フライトディレクターの言葉として伝えられた指示だけでなく、フライトディレクターがどのような情報を元に、如何に判断したかという意図も理解して宇宙飛行士と交信する。交信担当者は飛行士の性格や緊張状態まで配慮してメッセージを伝えることが求められ、時折ジョークを織り交ぜてたり、気の利いたメッセージを発信することもあるが、宇宙飛行士から「早く要件を言ってくれ」と言われたり「今、なんて言った？」と返信されてガックリくることもあるという。

### 「きぼう」日本実験棟

#### 準備

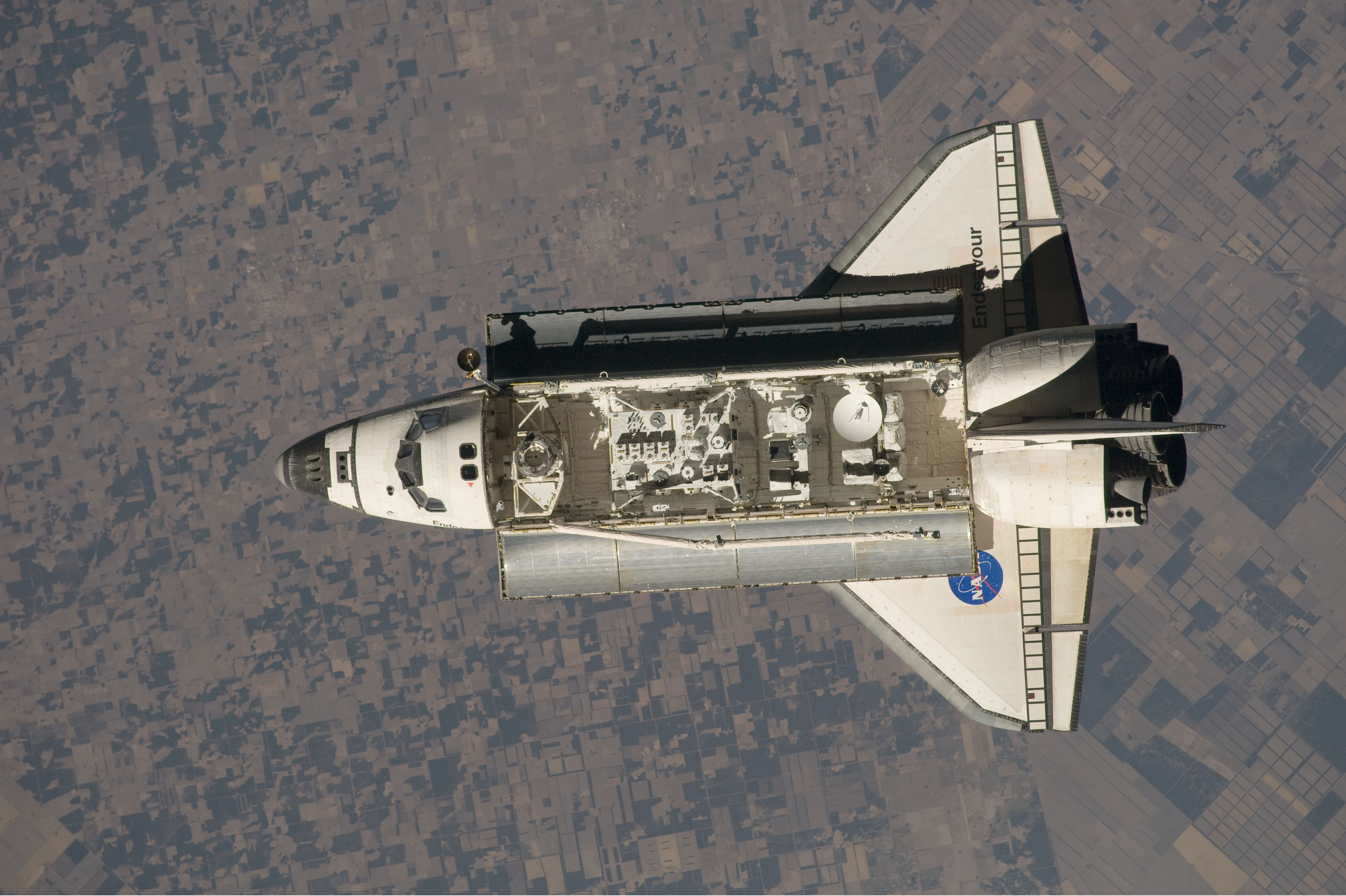
STS-127でスペースシャトル・エンデバーで運ばれてきたの船外プラットフォーム。

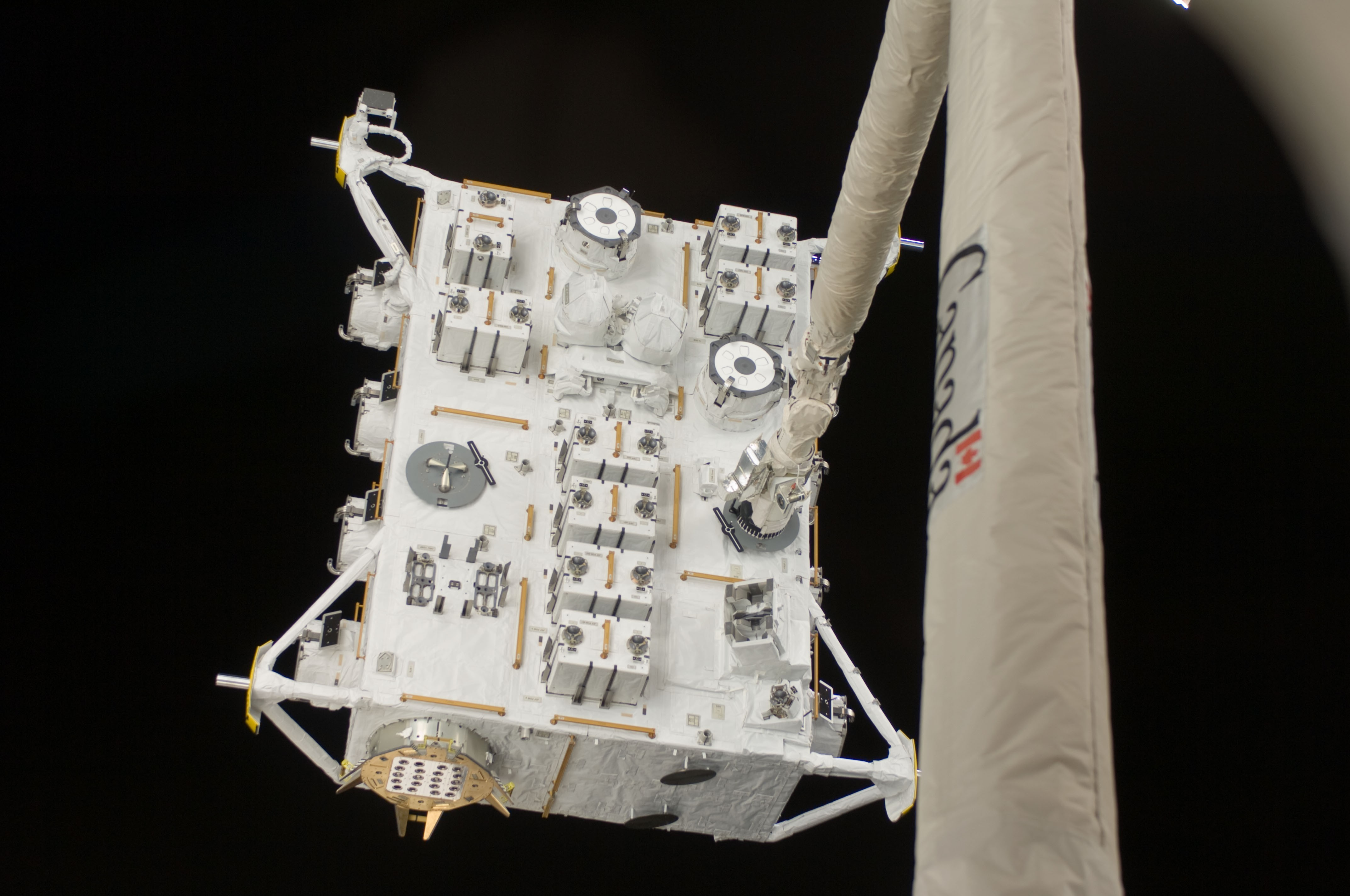
取付作業中の船外プラットフォーム

2007年1月までに「きぼう」の主要設備が日本国内で完成した。「きぼう」は国際宇宙ステーションへ3分割して3回に分けて国際宇宙ステーションへ運ばれる計画で、最初に打ち上げられる船内保管室の区画も近くアメリカに運ばれる予定であった。2008年2月に実験室本体、2009年1月に船外プラットホームを国際宇宙ステーションに運ばれる計画だった。
2007年2月から「きぼう」の管制業務のために宇宙航空研究開発機構・筑波宇宙センターに新たに作られた運用管制室で松浦と東覚の研修が始まる（出典によっては1月より開始）。研修はNASAと合同の訓練も含まれ、宇宙空間での「きぼう」の建設作業や実際に行われる無重力を利用した実験の支援など、地上から「きぼう」の運用をコントロールする手順などが確認された。

#### 打ち上げと組み立て
最初の打ち上げはスペースシャトル・エンデバーが使用され、2008年1月の予定であったが、諸事情によって延期され、2008年2月14日の予定になった。しかし、それもその前のスペースシャトルの発射トラブルで延期され、最終的に3月11日打ち上げられた。日本の宇宙飛行士として土井隆雄が搭乗した。土井隆雄は、日本人初の船外活動である1997年に続き、2度目のシャトル搭乗であった。筑波宇宙センターの「きぼう」運用管制室も3月11日より地上管制を開始し、松浦が主担当フライトディレクターを務めた。土井宇宙飛行士はスペースシャトルのロボットアーム（SRMS）を操作して、運んできた船内保管室を国際宇宙ステーションの仮設位置（ハーモニー天頂側の共通結合機構（Common Berthing Mechanism: CBM））に固定した。第2便では東覚が指揮を執り、実験室本体が宇宙に運ばれた。
| ミッション | 打上日               | シャトル名     | 運搬区画             | 作業                                                                                        | 特記事項                         |
| ---------- | -------------------- | -------------- | -------------------- | ------------------------------------------------------------------------------------------- | -------------------------------- |
| STS-123    | 2008年3月11日（UTC） | エンデバー     | 船内保管室           | 船内保管室をISSに仮設置。                                                                   | 土井隆雄が搭乗。                 |
| STS-124    | 2008年5月31日（UTC） | ディスカバリー | 船内実験室           | 船内実験室をISSに取り付け、仮設置だった船内保管室を船内実験室に移動させる                   | 星出彰彦が搭乗                   |
| STS-127    | 2009年7月15日（UTC） | エンデバー     | 船外プラットフォーム | 船外プラットフォームをISSに取り付ける。船外実験プラットフォームに船外実験設備を取り付ける。 | 第38次長期滞在中の若田光一が帰還 |

#### きぼうの管制業務
「きぼう」から管制室に送られてくるデータは、1万4000項目。その中に異常データがあれば管制官はそれを瞬時に把握して原因を理解し、一過性の異常なのか、深刻な事態へ発展する異常なのか判断して指示する必要があった。実験室本体が国際宇宙ステーションに接続されると、空調の警報が鳴った。原因は、宇宙飛行士らは綺麗で広い実験室に喜んで全員が「きぼう」の実験室に集合していたことであった。想定を超える人数が実験室に入って談笑していたので、設置されている空調設備の処理が追い付かず、湿度などが異常値を示したのであった（きぼうの船内実験室は、国際宇宙ステーションで最大の実験室であり、また当時は実験用の機器が装着されておらず、内部は広々とした空間であった）。このように、打ち上げた後も、筑波の管制室が「きぼう」を管理・監視する管制業務は続く。通信や電力の状況、室内の温度や気圧などについては各15-25人の5チームが、1日3交代体制で24時間365日監視する。「きぼう」の管制業務は24時間体制であり、世界標準時間が基準となっており（国際宇宙ステーション自体が世界標準時間を基準としている）、3交代制で、8-16時、16-24時、0-翌朝8時までという時間割でシフト勤務体制が組まれている。特に0-6時の深夜帯のシフトで業務に入るときは、昼間に睡眠をとって体を適応させておくなどの時差対策が必要であったが、子供に「なぜ昼間から寝ているのか」と不思議がられるなど家庭との両立に苦労があると述べている。

### HTVの管制業務

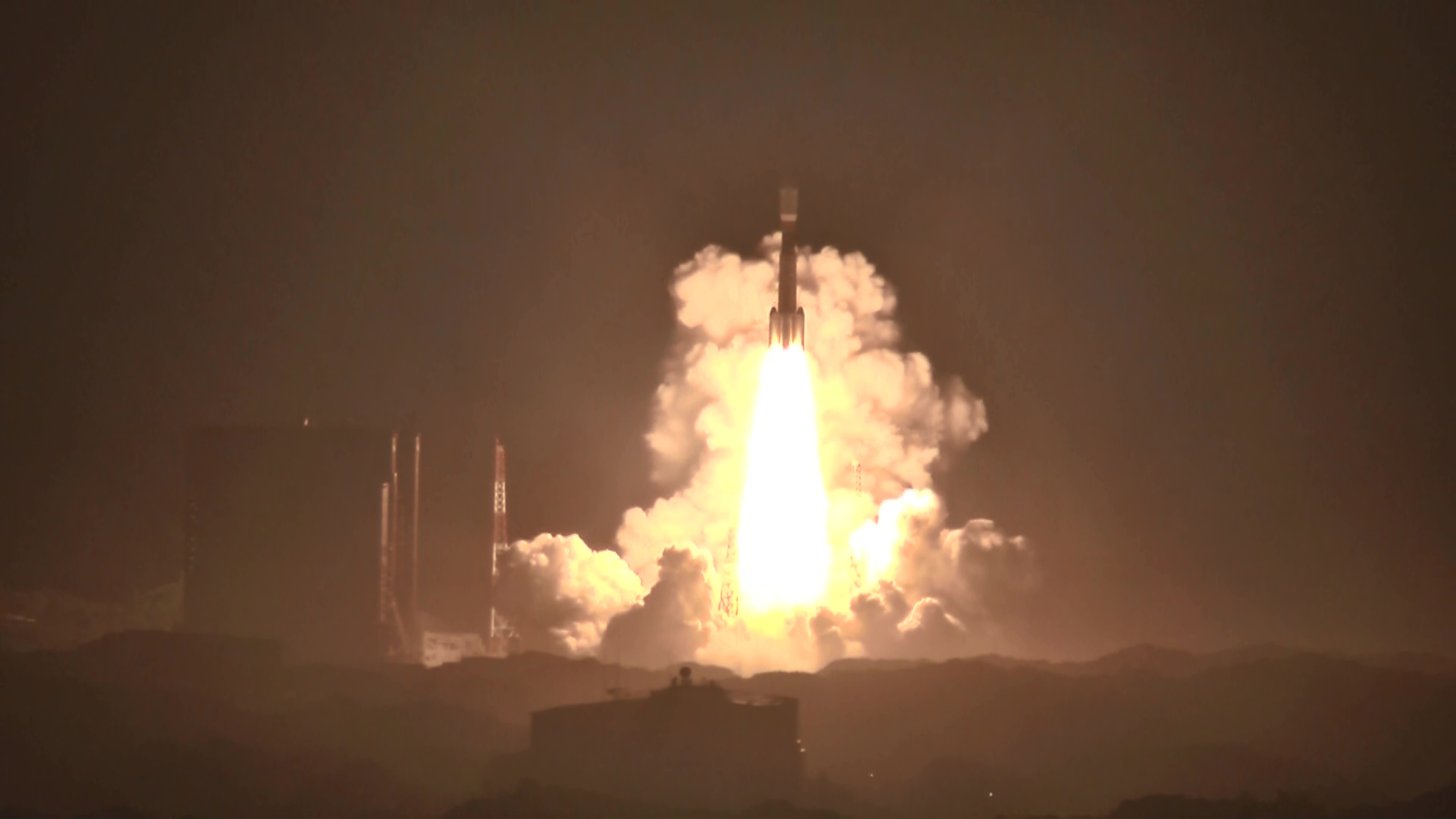
H-2B5号機で打ち上げられるHTV5号機

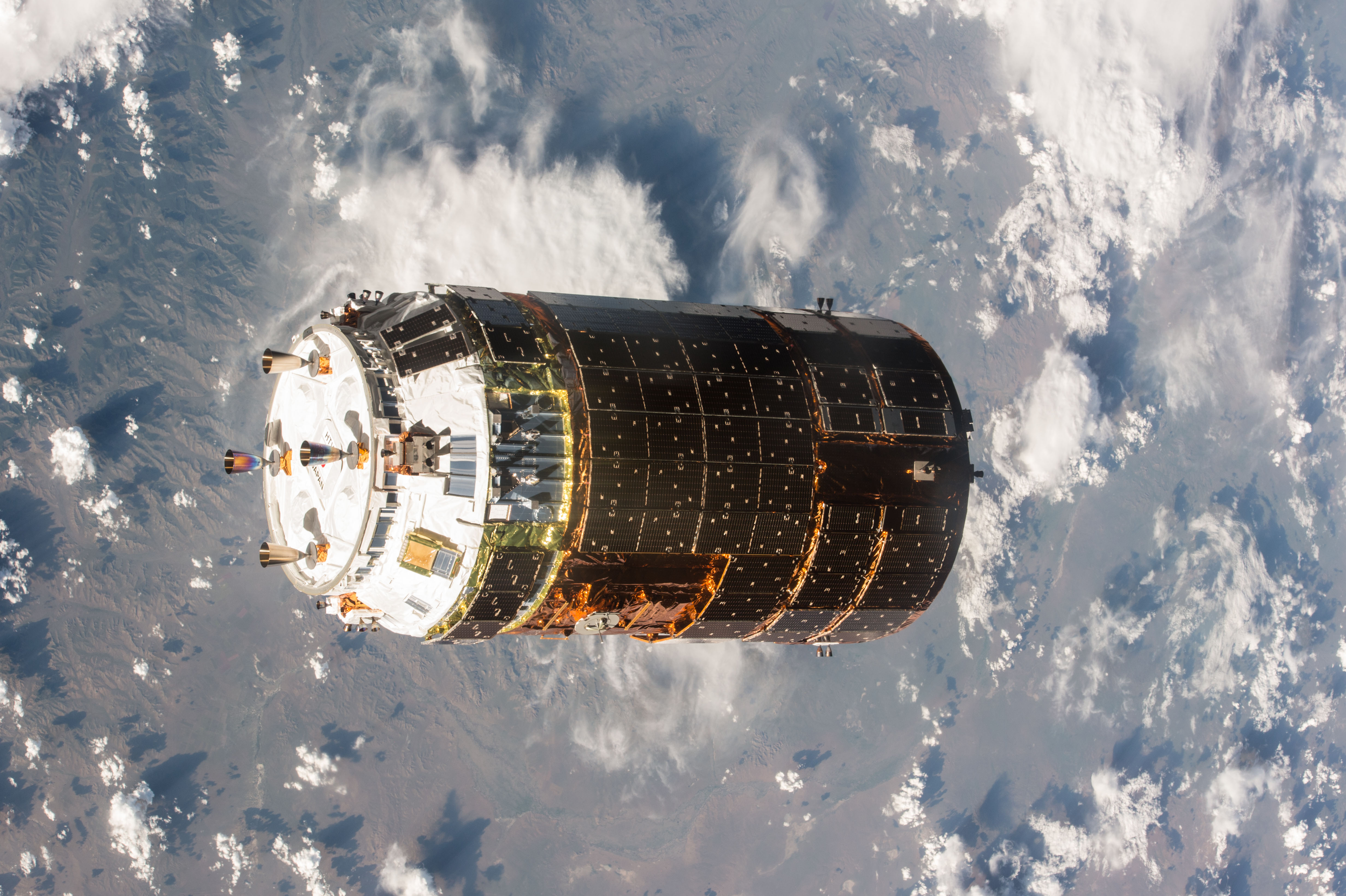
国際宇宙ステーションに接近したHTV5号機

2011年、松浦はHTVプロジェクトチーム異動し、2012年には「こうのとり」フライトディレクターに認定される。2014年には有人宇宙技術センターに異動し、「こうのとり」および「きぼう」のフライトディレクタとして業務に当たる。宇宙ステーション補給機のフライトディレクターは3名おり、その中には2008年の宇宙飛行士選抜試験のファイナリストの1人である内山崇もいた。松浦は2015年8月19日にH-IIBロケット5号機で打ち上げられた「こうのとり5号機」で、主担当フライトディレクターを務めた。こうのとり5号機には、直前にアメリカとロシアの補給船が相次いで打ち上げに失敗したために国際宇宙ステーションに届ることが出来なかった緊急物資として、水再生システムの交換部品（フィルタやポンプ）や生活物資の210kgがHTVのレイト・アクセス機能（打ち上げの直前であっても荷物を追加できる機能）を活用して積み込まれた。
筑波宇宙センターでの松浦の管制によって国際宇宙ステーションに接近したHTVを、国際宇宙ステーションに第44次長期滞在で滞在中の油井亀美也がロボットアームを操作して把持した。NASAのヒューストンでの交信チーム代表に若田光一が加わり、3人の日本チームでの作業となった。25日午前2時28分、国際宇宙ステーションとのドッキングを完了し、HTVに積載された水や食料、生活物資、実験装置など約5.5トンの貨物の積み出しは、同日午前11時半ごろ開始された。松浦は「日本チームで成功できたのは感慨深い。日本人同士通じるものがあり、やりやすかった」と取材に答えた。油井亀美也は松浦真弓のことを姉貴分として慕い、その采配には高い信頼をおいているとされる。

### 宇宙ゴミの監視

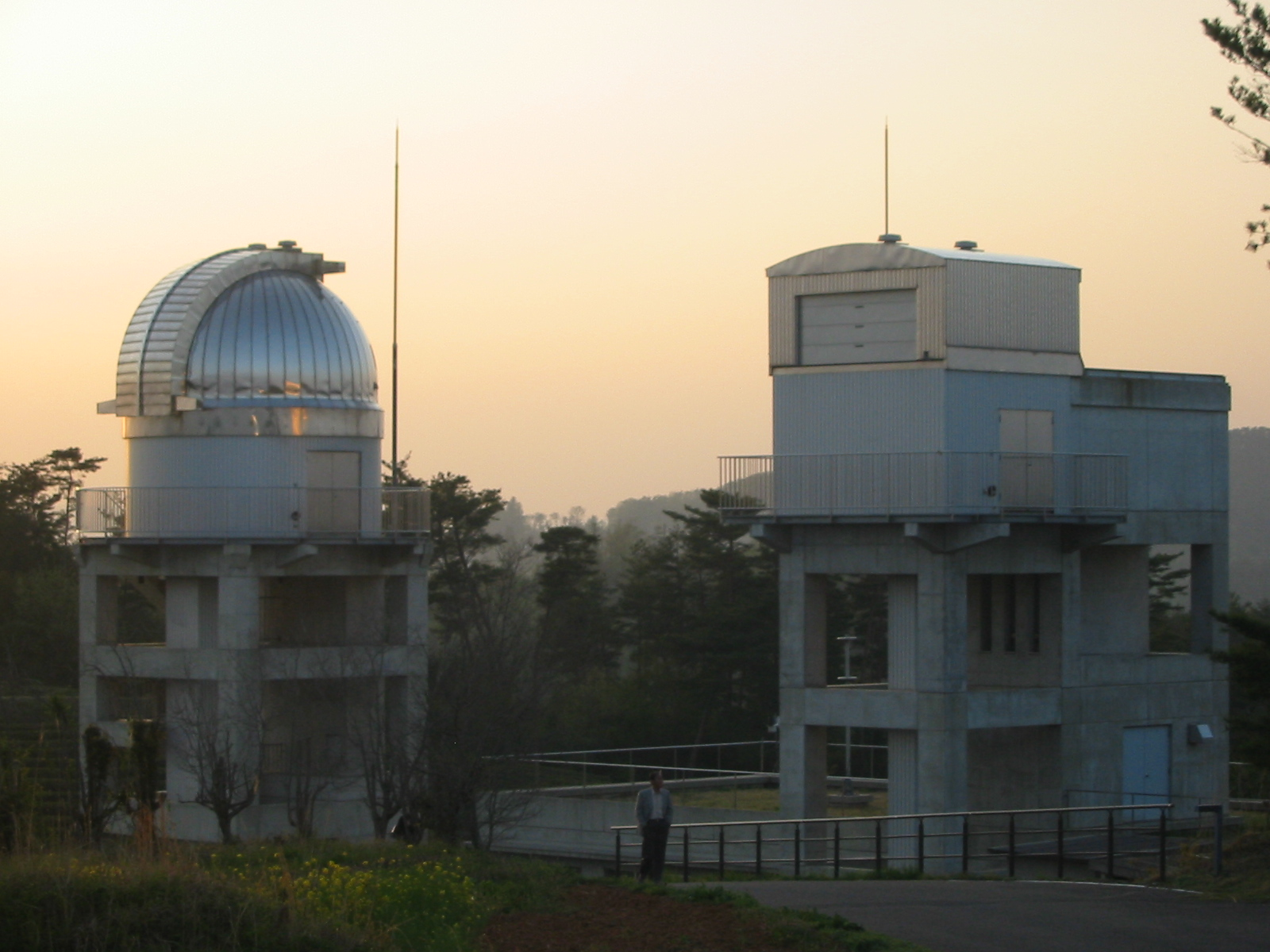
美星スペースガードセンター

2015年、追跡ネットワーク技術センター 軌道力学チームに異動。2016年、SSA（宇宙状況把握）システムプロジェクト発足にともないJAXA 追跡ネットワーク技術センター SSAシステムプロジェクトチームのプロジェクトマネージャに就任、文部科学省との宇宙ゴミの監視体制を議論する会議にも参加している。岡山県井原市に設置予定だった美星スペースガードセンターを立ち上げ、デブリの監視・観測体制を確立させるプロジェクトを指揮する。JAXAが低軌道で運動する人工衛星は2018年現在10基が運用中であるが、それらは常に低軌道を中心に漂う約2万個（2018年当時）の宇宙ごみとの衝突のリスクに晒されている。2007年1月には中国が自国の人工衛星をミサイルで破壊する実験を行い、宇宙ゴミの数が飛躍的に増えてしまった。2016年度にはアメリカからの衝突警報に基づき人工衛星の軌道を5回修正して衝突を回避した。2019年現在「美星スペースガードセンター」に設置されているレーダーでは大きさ1.6メートルまでの宇宙ゴミしか補足できず、それ以下の宇宙ゴミの接近についてはアメリカからの情報に依存していた。2023年後を目途に、美星スペースガードセンターのレーダー施設に隣接して、高出力高感度のレーダー設備を新設し、特殊な信号の処理技術も採用し、既存のレーダー設備の約200倍の宇宙ゴミ探知能力を持たせる計画になっている。防衛省が計画している別のレーダー施設とも連携する予定で、これにより低軌道で周回している10センチ程度の宇宙ごみの監視が可能になる。松浦は「日本の重要な衛星を、米国に頼らず日本で守る体制が必要だ。新レーダーはその第一歩だ」と説明した。

### その後
2019年、JAXA 追跡ネットワーク技術センター SSAシステムプロジェクトチームのプロジェクトマネージャ。
2024年4月、JAXA 有人宇宙技術部門有人宇宙技術センター技術領域上席、同年10月JAXA 有人宇宙技術部門有人宇宙技術センター技術領域総括。
2025年4月、JAXA 理事 有人宇宙技術部門、国際宇宙探査センター（火星衛星探査機プロジェクトを除く）、宇宙探査イノベーションハブ担当。